# Маслянка (приток Еловки)
Маслянка — река в России, протекает в Троицко-Печорском районе Республики Коми и Чердынском районе Пермского края. Устье реки находится в 27 км по правому берегу реки Еловка. Длина реки составляет 22 км.
Исток реки в Республике Коми в заболоченном лесном массиве в 38 км к юго-востоку от посёлка Якша близ границы с Пермским краем. Исток лежит на водоразделе Волги и Печоры, рядом с истоком Маслянки начинается река Чернава (приток Волосницы). Маслянка течёт на запад, затем поворачивает на юго-запад и втекает в Пермский край. Всё течение проходит по ненаселённому, заболоченному лесу.

## Данные водного реестра
По данным государственного водного реестра России относится к Камскому бассейновому округу, водохозяйственный участок реки — Кама от водомерного поста у села Бондюг до города Березники, речной подбассейн реки — бассейны притоков Камы до впадения Белой. Речной бассейн реки — Кама.
Код объекта в государственном водном реестре — 10010100212111100006338.